# Thomas More
Sir Thomas More, angleški renesančni humanist, politik, pravnik, filozof, zgodovinar, pisatelj in svetnik Rimskokatoliške ter Anglikanske cerkve, * 7. februar 1478, London, Anglija, † 6. julij 1535, London. 
Thomas More velja za vodilnega predstavnika angleškega renesančnega humanizma. Poznan je po filozofsko-literarnem delu Utopija, v kateri na kritičen način do obstoječe družbene realnosti predstavi vizijo idealne države na istoimenskem izmišljenem otoku.

## Življenje

### Zgodnja leta in šolanje
Thomas More je izhajal iz premožne meščanske londonske družine. Njegov oče je bil uspešen pravnik in strog vzgojitelj. Mati, ki je bila hči premožnega trgovca, je Thomasu umrla že v otroštvu. Ko mu je bilo okrog dvanajst let, ga je oče po tedanji navadi poslal služit za paža h canterburyjskemu nadškofu in k lordu kanclerju Johnu Mortonu, kjer se je seznanil s pravili lepega vedênja v visoki družbi. Mortonu ni spregledal nadarjenosti mladega fanta in ga je spodbudil k študiju na oxfordski univerzi, kjer je Thomas klasični sholastični šolski program in teologijo. Verjetno se je v Oxfordu seznanil z glavnimi predstavniki takratnega angleškega krščanskega humanizma: Johnom Coletom, Thomasom Linacrom in Williamom Grocynom.  
Nadaljnji študij na Oxfordu mu je prekinil oče, ki ga je pozval nazaj v London in hotel, da bi doštudiral pravo. Thomas je izpolnil očetovo zahtevo in je po štirih letih šolanja lahko začel delovati kot advokat, vendar je ohranil stik z oxfordskimi humanisti. Na Grocynovo pobudo se je začel učiti grščino in tako presegel okvirje sholastične učenosti, ki je temeljila na latinščini. Verjetno pa je nanj najbolj vplival učeni teolog in krščanski humanist John Colet, ki je s svojimi predavanji s področja razlage Svetega pisma velik vpliv tudi na Erazma Rotterdamskega.
V letih od 1499 do 1503 se je v osebnostni krizi na očetovo nejevoljo umaknil v samostan in se hotel pomenišiti ter postati duhovnik. Vendar je na koncu prišel do spoznanja, da ne bi bil sposoben vztrajati v celibatu in tako se je pri sedemindvajsetih poročil s sedemnajstletno hčerko podeželskega plemiča z Essexa, s katero je imel štiri otroke, tri hčere in sina. Po šestih letih zakona je hitro prebolel smrt žene in se, ker so otroci zahtevali skrbstvo, znova poročil, tokrat z nekaj let starejšo vdovo londonskega trgovca. Večinoma je sam poskrbel za izobrazbo svojih otrok, ki jih je poučeval zasebno skupaj z otroki še nekaterih znancev v mešanem oddelku z dečki in deklicami skupaj. 
Z nizozemskim humanistom Erazmom Rotterdamskim, ki mu je kasneje posvetil svojo Utopijo, se je seznanil in spoprijateljil leta 1499. Poleg Erazma je še bil večkrat gost na Morovem domu tudi nemški slikar  Hans Holbein Mlajši.

### Kariera
Do leta 1517, ko ga je kralj poklical v svojo službo in ga sprva imenoval za dvornega svétnika, je vseskozi karierno napredoval in si pridobival ugled poštenega pravnega zastopnika. Kot član kraljevega svéta je moral biti vsak dan ob določenem času na dvoru, da se je lahko kralj posvetoval skupaj z njim in ostalimi svetniki. Poleg te službe je bil leta 1523 izvoljen za predsedniško funkcijo govornika  spodnjega doma parlamenta in sodnika  oxfordske univerze ter leta 1525 za kanclerja vojvodine Lancaster. 
Kljub vsem službenim dolžnostim in zahtevam družinskega življenja, je še našel čas literarno in filozofsko ustvarjanje. Poleg nekaj pesmi, ki jih je spisal, prevajanju grškega satirika Lukijana in študiju del italijanskega humanista Picca della Mirandole je najpomembnejši intelektalen preboj dosegel z objavo »Utopije«, ki jo je objavil leta 1516 in si nemudoma pridobil sloves med takratnimi humanisti. V naslednjih letih je spisal po obsegu manjša dela, kot je »Zgodovina Riharda III. in številna pisma. V »Pismu univerzi Oxford« je na primer napadel oviranje študija grščine na tej univerzi. 
Z naraščanjem števila in vpliva reformatorjev v Angliji je More postal en glavnih protagonistov angleškega protireformacijskega gibanja.

### Obdobje 1529-1535
Zadnje burno obdobje Morovega življenja zaznamujejo napredovanje v Lorda Kanclerja (ang. Lord Chancellor), napredujoča reformacija in razveljavitev poroke med Henrikom VIII. in njegovo ženo Katarino Aragonsko.
Za Lorda Kanclerja je prisegel 26. oktobra 1529. Temu nazivu bi po pomenu danes ustrezala funkcija vrhovnega sodnika. Kralj se je zavedal, da More kot globoko veren kristjan sprejema zakrament svetega zakona, vendar mu je kljub temu zaupal to najvišjo sodniško funkcijo tik za kraljem.  Zato je More kralja prosil, da se mu ne bi bilo treba izreči o veljavnosti zakonske zveze s kraljico. Ker kraljica Katarina Aragonska po rojstvu zadnje hčerke ni mogla več zanositi in roditi kralju moškega potomca, je kralj pri papežu Klementu VII. poskusil doseči razveljavitev zakona, da bi se lahko nato poročil z dvorno damo in ljubico Anne Boleyn. Ker ga papež pri tem načrtu ni podprl, se je Henrik VIII. zbližal z angleškimi reformatorji, ki so s teološkega vidika upravičevali kraljev primat v kraljestvu tudi v verskih zadevah, kar je pomenilo, da lahko kralj kot poglavar angleške cerkve sam odloča o vseh verskih zadevah. Najpomembneje: lahko odloča o razveljavitvi svojega zakona s kraljico Katarino Aragonsko.  
Kljub temu, da se je kralj zbližal z reformatorji, mu More ni sledil. Med opravljanjem kanclerske funkcije je še stopnjeval pregon reformatorjev in jih nekaj obsodil tudi na sežig na grmadi. Hkrati pa si je leta 1531 kralj podredil angleški parlament, ki mu je priznal vrhovno oblast v angleški Cerkvi. Ker so razmere za opravljanje kanclerske funkcije in protireformacijsko delovanje postajale nemogoče in se More v skladu s svojim verskim prepričanjem ni bil pripravljen prilagoditi kralju, je zato 16. maja 1532 vrnil kanclerski pečat ter se umaknil v svojo domačijo v predmestju Londona. Kljub kratkotrajnemu delovanju na mestu lorda kanclerja, mu je uspelo opraviti nekaj reform angleškega pravnega sistema in pospešiti reševanje pravnih zadev.
Leta 1533 je reformator in novi canterburyjski nadškof Thomas Cramer razveljavil prvi Henrikov zakon s Katarino Aragonsko in dosegel potrditev veljavnosti drugega z Anne Boleyn. Morova želja, da bi se popolnoma umaknil iz javnega življenja, ni uspela, saj je kralj leta 1534 izdal Zakon o nasledstvu, ki je zahteval prisego angleškemu kralju kot vrhovnemu zastopniku angleške Cerkve. 
More je prisego odklonil in bil na podlagi Zakona o veleizdajstvu zaprt v londonski Tower. Prav tako so ga razlastili in mu odvzeli državljanske pravice. V Towru je napisal zadnja dela, ki so izključno pobožna razmišljanja, molitve in pisma družini ter prijateljem. Leto dni kasneje je bil obtožen veleizdaje in obglavljen. 
Rimokatoliška cerkev obeležuje dan spomina nanj skupaj s kardinalom Johnom Fisherjem, ki je prav tako zavrnil prisego kralju, dne 22. junija.

## Dela
Danes je Thomas More poznan predvsem po delu »Utopija«, ki je začelo s povsem novo literarno-filozofsko zvrstjo pisanja utopij, tj. raznih umišljenih in izmišljenih družbenih skupnosti, ki so sicer ogledalo aktualnega časa, a drzno predstavljajo nove rešitve na pretekle napake v družbi in državi kot njeni politični enoti.
Daleč najobsežnejši Morov opus je njegova polemika z reformatorji, najprej začetnikom reformacije Martinom Lutrom, ki ga je pravzaprav izzval protireformacijski spis kralja Henrika VIII., in kasneje z angleškim reformatorjem in prevajalcem Svetega pisma v angleščino Williamom Tyndalom. Njegova polemika z Tyndalom je zajeta v devetih obsežnih knjigah, saj More po navedbah skoraj vseh Tyndalovih odstavkov na široko kritizira njegove reformatorske poglede na vero. Kljub vsej obsežnosti polemiziranja, pa mu uspe odgovoriti na komaj četrtino Tyndalovega »Odgovora«.
Pomemben dokument so njegova pisma, ki jih je napisal okoli 140, drugo polovico pa predstavljajo odgovori. Med pismi izstopajo tista, ki jih je družini in prijateljem pisal iz Towra, ko je bìl svoje duševne boje med vero na eni strani in zanemarjanjem družine ter prijateljev na drugi. 